# ГЕС Пауте-Моліно
ГЕС Пауте-Моліно – гідроелектростанція на південному сході Еквадору. Знаходячись між ГЕС Мазар (вище по течії) та ГЕС Сопладора, входить до складу каскаду на річці Пауте, лівій притоці річки Намангоза, котра в свою чергу є лівою  твірною Сант’яго (ліва притока річки Мараньйон – лівої твірної Амазонки).
В межах проекту річку перекрили бетонною арково-гравітаційною греблею Амалуза висотою 170 метрів та довжиною 420 метрів, яка потребувала 1180 тис м3 матеріалу. На час її спорудження воду відвели за допомогою тунелю довжиною 0,6 км  діаметром 12 метрів. Гребля утримує водосховище з об’ємом 120 млн м3 (корисний об’єм 100 млн м3), в якому припустиме коливання рівня між позначками 1935 та 1991 метр НРМ.
Зі сховища вода транспортується по дериваційному тунелю довжиною 6,1 км з діаметром 5 метрів. На завершальному етапі прокладено два напірні водоводи діаметрами по 3,75 метра, крім того, в системі наявні два вирівнювальні резервуари з діаметрами по 7 метрів та висотою 170 метрів (для черги АВ) та 130 метрів (для черги С).
Споруджений у підземному виконанні машинний зал має розміри 123х23 метра при висоті 42 метра, а доступ до нього відбувається по тунелю довжиною 0,2 км з перетином 7х7,5 метра. Тут встановили десять турбін типу Пелтон – п'ять потужністю по 100 МВт (черга АВ) та ще п’ять з показником 115 МВт (черга С). Вони використовують напір у 650/657 метрів (черга АВ/черга С) та забезпечують виробництво 4,9 млрд кВт-год електроенергії на рік. 
Відпрацьована вода повертається до річки по двом відвідним тунелям довжиною 0,4 км кожен.
Видача продукції відбувається по ЛЕП, розрахованим на роботу під напругою 230 кВ та 138 кВ.